# Akos Doma

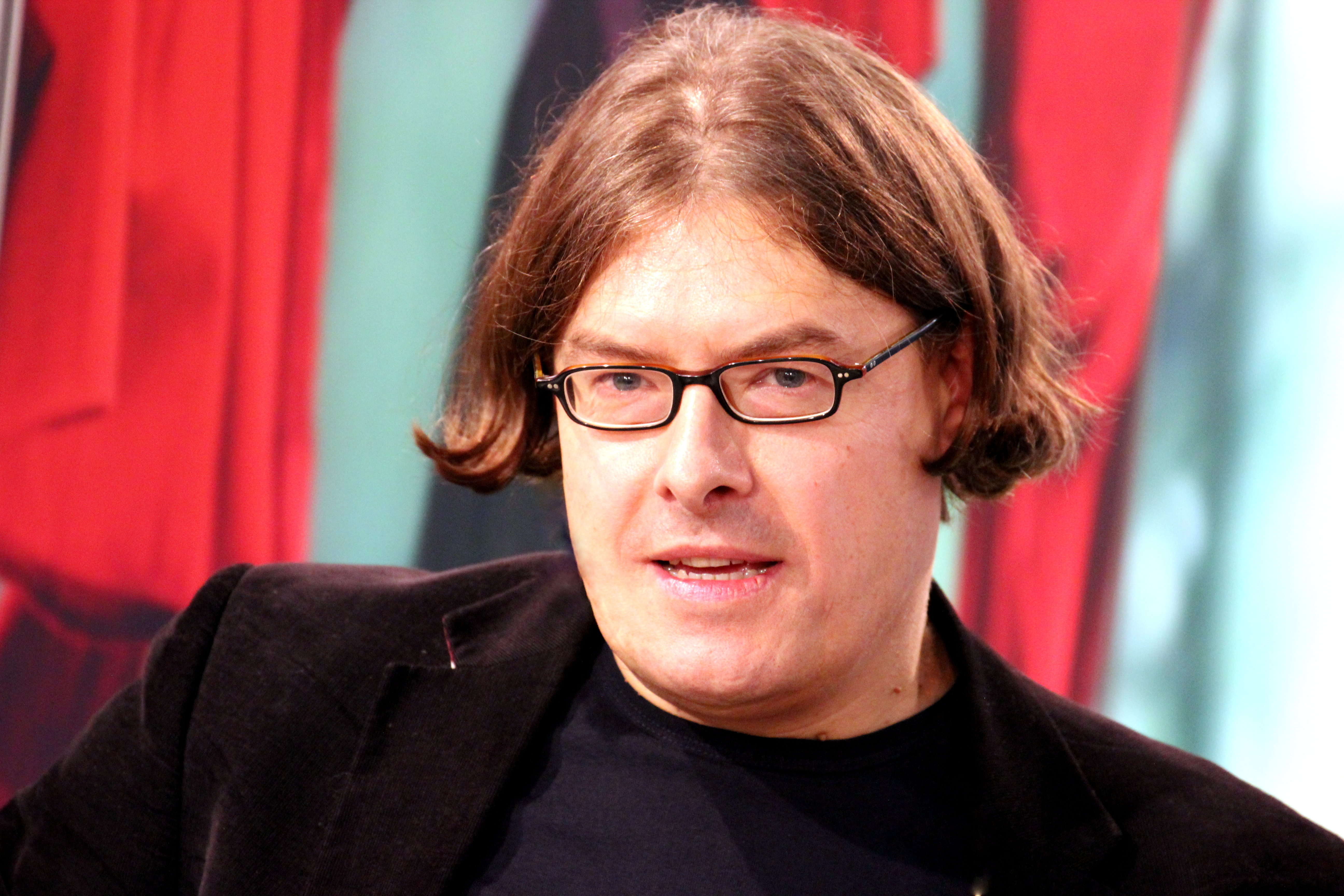
Akos Doma auf der Frankfurter Buchmesse 2016

Ákos Doma (* 1963 in Budapest) ist ein deutscher Schriftsteller und Übersetzer ungarischer Herkunft.

## Kindheit und Ausbildung
Ákos Doma wuchs in Ungarn auf. Mit seinen Eltern emigrierte er über Italien nach England, bevor er im Alter von 14 Jahren nach Amberg kam. Am Erasmus-Gymnasium in Amberg absolvierte er 1984 das Abitur. Im Anschluss studierte Doma zwei Jahre in München Anglistik, Amerikanistik und Germanistik. 1986 wechselte er an die Katholische Universität Eichstätt. 1994 wurde er mit der Dissertation „Die andere Moderne. Knut Hamsun, D.H.Lawrence und die lebensphilosophische Strömung des literarischen Modernismus“ promoviert.

## Schriftsteller und Übersetzer
Sein Debütroman Der Müßiggänger erschien 2001 im Rotbuch Verlag. Neben seiner Tätigkeit als Schriftsteller übersetzt Doma Werke von László F. Földényi, Péter Nádas, Béla Hamvas oder Sándor Márai aus dem Ungarischen ins Deutsche. Er wurde für seine Übersetzungen mehrfach ausgezeichnet, u. a. mit dem Luise Adelgunde Victorie Gottsched Stipendium (2011). Er war Stipendiat des Künstlerhauses Lauenburg (2006), der Stiftung Künstlerdorf Schöppingen (2007, 2010) und des Schleswig-Holsteinischen Künstlerhauses Eckernförde (2010).
Für seinen im Jahr 2011 erschienenen Roman Die allgemeine Tauglichkeit wurde Doma mit einem Adelbert-von-Chamisso-Förderpreis ausgezeichnet. Er gestaltete darin „eine moderne Gaunerkomödie auf sprachlich raffinierte und außerordentlich witzige Weise“, hieß es in der Begründung der Jury. Der Roman wurde für den Hotlist-Preis der Unabhängigen Verlage nominiert und gewann dessen Internet-Abstimmung. 2012 wurde Doma zum Dresdner Stadtschreiber gewählt, 2013 erhielt er das Spreewald-Literatur-Stipendium sowie Stipendien im Stuttgarter Schriftstellerhaus (2013) und im Heinrich-Heine-Haus Lüneburg (2014). Im gleichen Jahr wurden ihm für die „herausragende literarische Qualität seines Werkes“ das Prager Literaturstipendium sowie ein Literaturstipendium des Freistaats Bayern 2014 zugesprochen. Für 2015 erhielt er ein Stipendium des Deutschen Studienzentrums in Venedig. Sein dritter Roman Der Weg der Wünsche schaffte es auf die Longlist zum Deutschen Buchpreis. 2019 war er Stadtschreiber zu Rheinsberg. 2020 erhielt das von ihm übersetzte Buch Lob der Melancholie von László F. Földényi den Leipziger Buchpreis zur Europäischen Verständigung.

## Privates
Doma lebt mit seiner Familie in Eichstätt.

## Dissertation
- Die andere Moderne. Knut Hamsun, D.H.Lawrence und die lebensphilosophische Strömung des literarischen Modernismus. Bouvier Verlag, Bonn 1995, ISBN 978-3-416-02585-0.

## Romane
- Der Müßiggänger. Rotbuch Verlag, Hamburg 2001, ISBN 978-3-434-53075-6.
- Die allgemeine Tauglichkeit. Rotbuch Verlag, Berlin 2011, ISBN 978-3-86789-124-0.
- Der Weg der Wünsche. Rowohlt Berlin Verlag, Berlin 2016, ISBN 978-3-87134-839-6.[4]
- Das Haus in Limone, Jung und Jung Verlag, Salzburg, 2024, ISBN 978-3-99027-281-7

## Essays, Artikel, Kurzprosa
- „Abschied von Amerika“, Kafka 8/2002, Goethe-Institut
- „‚EU-phorie’ von oben“, Donaukurier, 30.4.2004
- „Das Spiel meines Lebens“, Donaukurier, 6./7.5.2006
- „Hinter der Maske, die blanke Angst“, TAZ, 22.8.2006
- „Schreiben ist nicht Leben – es ist dessen Gegenteil“, TAZ, 14.9.2006
- „Der Garten, das Schloß und die Nacht. Alain Resnais’ Letztes Jahr in Marienbad“ in: Hortus Wander Wunder Kammer, Eichstätt 2008
- „‚Ich habe die Zeit für mich, ich kann warten’. Vor 150 Jahren wurde Knut Hamsun geboren“, Donaukurier, 1./2.8.2009
- „Hamsun für Anfänger“, Neue Zürcher Zeitung, 8./9.8.2009
- „Die Neuerfindung des Kinos. Vor 50 Jahren begann die Nouvelle Vague“, Donaukurier, 10./11.10.2009
- „Der Ruf ist ruiniert. Die Kritik an Ungarn ist scheinheilig“, Süddeutsche Zeitung, 11.11.2011
- „Wir und Europa“. Blog. Goethe-Institut, Budapest. August–Dezember 2012
- „Geburtstagsgruß. Zum 70. Geburtstag von Péter Nádas“, Enigma 70, Budapest, 2012
- „Prager Netz-Tagebuch“, Prager Literaturhaus/Literaturhaus Bremen, August–September 2014 (www.literaturhaus-bremen.de/prager-netztagebuch-20-august-2014)
- Ralf Hentrich, Über Horizonte hinaus, Kunstmuseum Dieselkraftwerk Cottbus, Cottbus 2014 (Einführung zum Katalog)
- „Vorbei“ (Erzählung) und „Die Stille der Bleiche“ (Gedicht), in Spreewald Anthologie V, Cottbus 2015
- „Ganz die Alte“ (Budapest-Essay), ADAC Reisemagazin: Budapest, München 2016
- „Rausch und Melancholie der Farben“, Kahnpost 4/2016
- „Eine Bücherkapelle“, Börsenblatt 17-2017
- „Die Zähmung der Freiheit. Fußball und Neoliberalismus“, Der tödliche Pass. Heft 87, 2017
- „Liebe in Zeiten der Biophobie. Jean Eustaches Film Die Mama und die Hure“. Rheinsberger Bogen 49, Rheinsberg 2019. Auch ersch. in: Hier soll Preußen schön sein. Hrsg.: Peter Böthig. Quintus Verlag, Berlin 2020
- „Die Lehrerin“ (Erzählung). Decamerone globale 2020[5]
- „Der Fußball und die Heuschrecken“, Passauer Neue Presse/Donaukurier, 1./2.5.2021
- „Die Welt zu Gast bei Weltverbesserern“, Passauer Neue Presse/Donaukurier, 3./4.7.2021
- „Dostojewski. Chronist der Umbrüche und seelischen Abgründe“, Passauer Neue Presse/Donaukurier, 11.11.2021

## Buchübersetzungen
- László F. Földényi, Heinrich von Kleist. Im Netz der Wörter, Matthes & Seitz, München, 1999. 552 S.
- Péter Nádas, Schöne Geschichte der Fotografie, Berlin V., Berlin, 2001. 132 S.
- László F. Földényi, Newtons Traum. Matthes & Seitz, Berlin, 2005. 288 S.
- Béla Hamvas, Kierkegaard in Sizilien. Ausgewählte Essays, Matthes & Seitz, Berlin, 2006. 288 S.
- Berlin, meine Liebe. Schließen Sie bitte die Augen. Ungarische Autoren schreiben über Berlin. Hrsg.: N. Hartl. Matthes & Seitz, Berlin, 2006. 252 S. (Mitübers.)
- Péter Nádas, Spurensicherung, Berlin Verlag, Berlin, 2007. 171 S. (Mitübers.)
- László Végel, Exterritorium, Matthes & Seitz, Berlin, 2007. 256 S.
- Sándor Márai, Literat und Europäer. Tagebücher 1943-44, Piper, München, 2009. 472 S.
- László F. Földényi, Schicksallosigkeit. Ein Imre-Kertész-Wörterbuch, Rowohlt, Reinbek, 2009. 363 S.
- Péter Nádas, Schatten an Mauern, Verlag Thomas Reche, Neumarkt i. d. Opf., 2009. 56 S.
- László F. Földényi, H. v. Kleist, E. G. Craig, Marionetten und Übermarionetten, Matthes & Seitz, Berlin, 2011. 160 S. (Mitübers.)
- Péter Nádas, Daniel Graf (Hrsg.), Péter Nádas lesen. Bilder und Texte zu den Parallelgeschichten, Rowohlt, Reinbek b. Hamburg, 2012. 240 S. (Mitübers.)
- Péter Nádas, Arbor mundi. Über Maler, Bildhauer und Fotografen, Nimbus, Wädenswil, 2012. 200 S. (Mitübers.)
- László F. Földényi, Starke Augenblicke. Physiognomie der Mystik. Matthes & Seitz, Berlin, 2013. 212 S.
- Péter Nádas, Gombosszeg, Verlag Thomas Reche, Neumarkt i. d. Opf., 2014, 56 S. (Mitübers.)
- Sándor Márai, Italien, Italien!, Verlag Thomas Reche, Neumarkt i. d. Opf., 2014, 116 S.
- László F. Földényi, Orte des Todes. Matthes & Seitz, Berlin, 2017, 89 S.
- Péter Nádas, Leni weint. Essays, Rowohlt, Reinbek b. Hamburg, 2018, 527 S. (Mitübers.)
- László F. Földényi, Lob der Melancholie, Matthes & Seitz, Berlin, 2019, 277 S. (Leipziger Buchpreis zur Europäischen Verständigung 2020)
- László F. Földényi, Der Maler und der Wanderer. Caspar David Friedrichs Ur-Kino, Matthes & Seitz, Berlin, 2021, 192 S.

## Kurzübersetzungen
Etwa 130 Artikel, Essays und Interviews von György Konrád, Árpád Schilling, Péter Nádas, László F. Földényi, Endre Kukorelly, László Márton, Zsolt Láng, Imre Oravecz, László Garaczi, Ottó Tolnai, László Végel, Béla Hamvas, István Eörsi und András B. Vágvölgyi für Bücher, Zeitungen (NZZ, SZ, ZEIT, Tagesspiegel etc.) und Zeitschriften (Lettre International, Sprache im technischen Zeitalter, Sinn und Form, Wespennest, die horen, PARKETT, du, Merkur, Valerio, Tumult etc.).

## Sachbuch – Literarische Schreibwerkstätten
- Dialoge im Deutschunterricht. Bd. 1 Identitäten, Bd. 2 Emotionen, Bd. 3 Lebenswelten, Bd. 4 Unterrichtswelten. Hrsg. J. Roche / G. L. Schiewer. Narr, Tübingen, 2017–2021 (Mitautor, konzeptuelle Assistenz)

## Film
- Monatliche Reihe „Akzente Film“ im Filmstudio Eichstätt, 2005 bis heute
- Jährliche Filmwoche im Hotel Bleiche Resort & SPA, 2015 bis heute (Kurator, Filmeinführungen)

## Preise und Stipendien
- 2006: Stipendium Künstlerhaus Lauenburg
- 2007: Stipendium Künstlerdorf Schöppingen
- 2010: Stipendium Schleswig-Holsteinisches Künstlerhaus Eckernförde
- 2010: Stipendium Künstlerdorf Schöppingen
- 2012: Dresdner Stadtschreiber
- 2012: Grenzgänger-Stipendium
- 2012: Adelbert-von-Chamisso-Preis (Förderpreis)
- 2013: Spreewald Stipendium
- 2013: Stipendium im Stuttgarter Schriftstellerhaus
- 2014: Heinrich-Heine-Stipendium, Lüneburg
- 2014: Prager Literaturstipendium
- 2014: Literaturstipendium des Freistaats Bayern
- 2015: Stipendium des Deutschen Studienzentrums in Venedig
- 2019: Stadtschreiber zu Rheinsberg
- 2022 Stipendium Künstlerhof Schreyahn
- 2023 Stipendium Künstlerhaus Lukas, Ahrenshoop
- 2023 Magdeburger Stadtschreiber